# Brighten the Corner
Brighten the Corner (с англ. — «Наполни радостью свой уголок») — тридцать пятый студийный альбом американской джазовой певицы Эллы Фицджеральд, выпущенный на лейбле Capitol Records в 1967 году под студийным номером Capitol ST 2684. Пластинка представляет собой собрание популярных песен на рождественскую тематику, а также христианских песен. В 1991 году Capitol Records перевыпустили запись в формате CD со студийным номером Capitol CDP 7 95151-2.
Пластинка ознаменовала собой уход Фицджеральд от традиционного джазового жанра, а также смену звукозаписывающего лейбла — вплоть до 1966 года певица записывалась на студии Verve Records.

## Список композиций
| №                   | Название                                  | Текст песни         | Музыка              | Длительность |
| ------------------- | ----------------------------------------- | ------------------- | ------------------- | ------------ |
| 1.                  | «Abide with Me»                           | Генри Фрэнсис Лайт  | Генри Фрэнсис Лайт  | 3:24         |
| 2.                  | «Just a Closer Walk with Thee» (Народная) |                     |                     | 5:00         |
| 3.                  | «The Old Rugged Cross»                    | Джордж Беннард      | Джордж Беннард      | 3:50         |
| 4.                  | «Brighten the Corner Where You Are»       | Ина Огдон           | Чарльз Габриэль     | 2:33         |
| 5.                  | «I Need Thee Every Hour»                  | Энни Хоукс          | Роберт Лоури        | 3:38         |
| 6.                  | «In the Garden»                           | Остин Майлс         | Остин Майлс         | 3:14         |
| 7.                  | «God Be with You Till We Meet Again»      | Иеремия Ранкин      | Уильям Томер        | 1:19         |
| Общая длительность: | Общая длительность:                       | Общая длительность: | Общая длительность: | 22:58        |

| №                   | Название                          | Текст песни         | Музыка                | Длительность |
| ------------------- | --------------------------------- | ------------------- | --------------------- | ------------ |
| 8.                  | «God Will Take Care of You»       | Сивилла Мартин      | Стиллман Мартин       | 3:29         |
| 9.                  | «The Church in the Wildwood»      | Уильям Питтс        | Уильям Питтс          | 3:00         |
| 10.                 | «Throw Out the Lifeline»          | Эдвин Уффорд        | Эдвин Уффорд          | 3:12         |
| 11.                 | «I Shall Not Be Moved» (Народная) |                     |                       | 2:40         |
| 12.                 | «Let the Lower Lights Be Burning» | Филип П. Блисс      | Филип П. Блисс        | 2:46         |
| 13.                 | «What a Friend We Have In Jesus»  | Джозеф М. Скривен   | Чарльз Крозат Конверс | 4:02         |
| 14.                 | «Rock of Ages, Cleft for Me»      | Томас Гастингс      | Огастас Топлэди       | 1:58         |
| Общая длительность: | Общая длительность:               | Общая длительность: | Общая длительность:   | 21:07        |

## Участники записи
- Элла Фицджеральд — вокал.
- Ральф Кармайкл Кор — вокал.
- Грэйс Прайс, Роберт Блэк — аранжировки.